# Prodinoceratidae
De Prodinoceratidae zijn een familie van uitgestorven zoogdieren uit de Dinocerata die tijdens het Laat-Paleoceen in Noord-Amerika en Azië leefden.
De Prodinoceratidae omvat de primitiefste dieren uit de Dinocerata. Deze familie onderscheidt zich van de Uintatheriidae door de aanwezigheid van drie bovenste snijtanden en door de bouw van de enkel. De Prodinoceratidae bestaat uit twee geslachten: Probathyopsis en Prodinoceras.